# Pisangan Baru
Pisangan Baru is een plaats (wijk) - (kelurahan) in het bestuurlijke gebied Matraman, Jakarta Timur (Oost-Jakarta) in de provincie Jakarta, Indonesië.  De plaats telt 29.596 inwoners (volkstelling 2010).